# あゆみの箱
一般社団法人あゆみの箱（あゆみのはこ）は、日本の慈善団体。芸能人による街頭募金活動の草分け的存在として知られ、東京都募金許可第一号の団体でもある。映画や演劇など文化活動を通じた福祉の増進や、社会福祉事業の発展への貢献を目的とする。
2016年に公益財団法人としての活動をいったん終了したが、2020年に一般社団法人として活動を再開した。

## 歴史

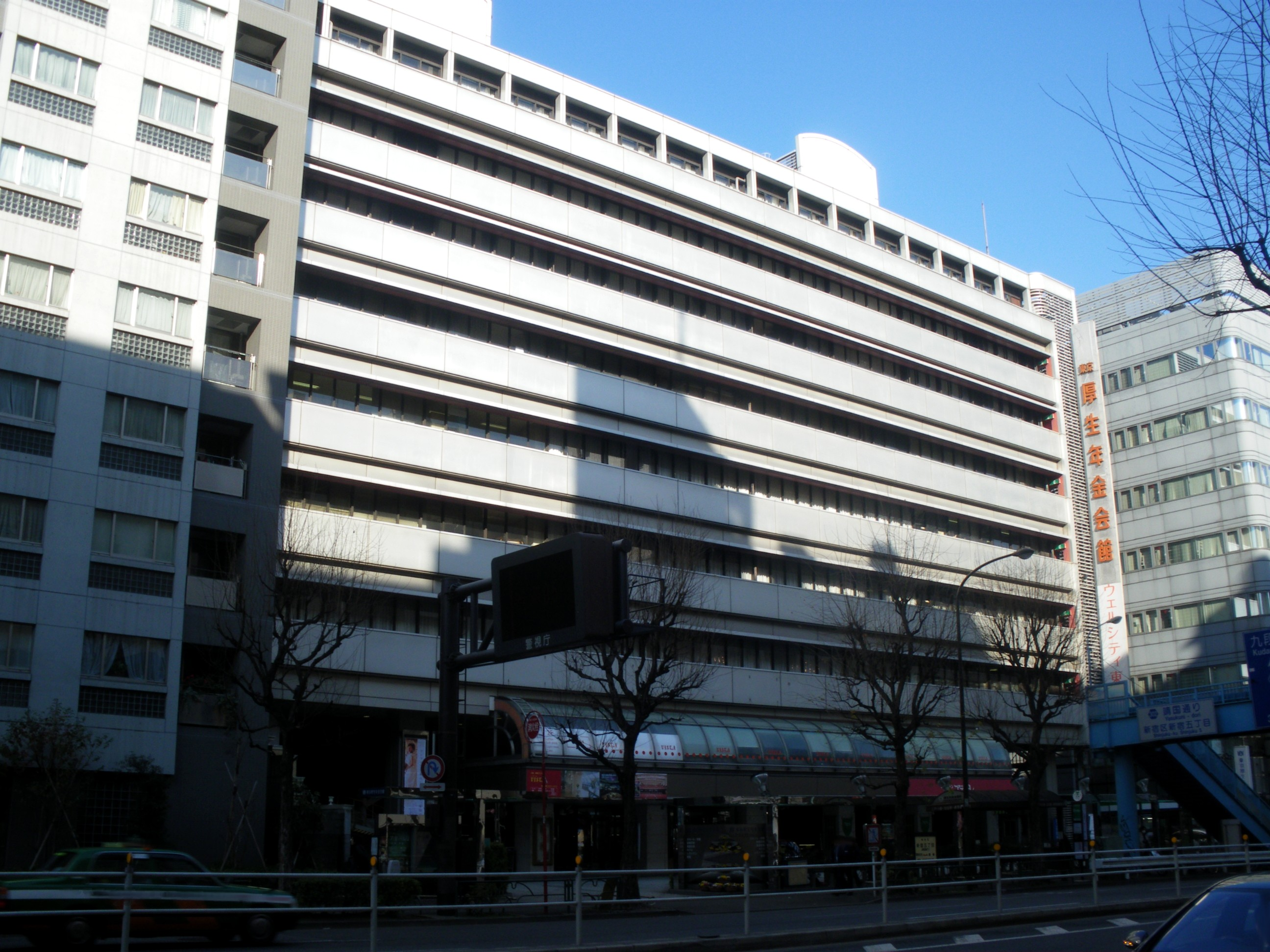
第1回「あゆみの箱」チャリティーショーが開かれた新宿に在った東京厚生年金会館（2010年3月31日をもって閉館）

ワクチン不足から全国的に小児麻痺が大流行した1963年、映画監督の川島雄三が同病の後遺症により他界。川島と親交の深かった俳優の伴淳三郎が、川島に教えられた心身障害者施設を訪問し、小児麻痺に苦しむ入所者の境遇を目の当たりにすることとなる。伴は「小児麻痺で苦しむ子供たちに光を当ててあげよう」と、川島の墓前で誓いを立てた。一方同じ頃、俳優の森繁久彌も家族で募金活動を続けており、両者は同じ仕事先で意気投合し奉仕活動を始める。
「あゆみの会」が社団法人として発足したのは、同年12月23日のことであった。創設に関わった伴や森繁の他、初代水谷八重子および秋山ちえ子を加えた4名が常任理事に選任。撮影所の大道具担当者が撮影現場の余った板木から募金箱を作成、4人は役者仲間と共に劇場や街頭、ロケーション撮影に行く列車の中で募金を呼びかけてゆく。
1965年2月6日には、伴と森繁の他、坂本九、フランキー堺や淡島千景ら多くの芸能人が参加した、第1回チャリティーショー（東京都、厚生省、日本医師会後援）を新宿厚生年金会館にて開催。以後都内のみで22回（うちフジテレビ系列での中継20回）開催、名古屋市や福岡市、札幌市などの他、海外（ハワイ、サンパウロ、サンフランシスコ、ロサンゼルス各2回、リマ1回）でもチャリティーショーが行われた。
1965年春、伴と森繁がワイドショー「小川宏ショー」（フジテレビ系）に出演。募金額が700万円に上ったこと、その募金で歩行器を購入し、全国120ヶ所の施設に寄付することを発表した。募金箱の名称を「この募金箱によって、手足の不自由な子どもたちが歩めるように」との思いを込め、「あゆみの箱」と命名したことも併せて公表することとなる。番組内で題字を公募した結果、当時大分県別府市の大分県立養護学校整肢園校舎に在校していた、小学4年生の女児の作品が選ばれ、「あゆみの箱」で用いられていた。
その後、全国重症心身障害児センター（東京都世田谷区三宿）に建設資金を寄付（1966年）、心身障害児療育訓練施設のやすらぎ荘（福岡県筑前町）建設（1971年）に関わるなど、福祉活動を積極的に進めた。また、2011年3月11日に東日本大震災が発生すると、街頭募金を月1回のペースで実施。被災地の福祉施設へ義援金を送った。
公益社団法人時代の最終所在地は東京都渋谷区恵比寿南。
運営上の事情により公益社団法人としては2016年12月に解散した（2017年5月に団体登記を終了）が、募金活動に参加していたタニザワフーズ株式会社（愛知県岡崎市）が活動の継続を模索。旧あゆみの箱より募金箱やロゴなどの意匠登録を譲り受け、2018年10月1日より外郭団体を設立。2020年7月に事業の一切の移管を受け「一般社団法人あゆみの箱」として活動を開始、自社店舗に募金箱を設置した。事業目的に旧法人が推進してきた障害者福祉への貢献と共に、子どもたちへの食育の推進や多様な人との共食の場の提供を加えている。

## 年譜

### 社団法人 あゆみの箱・公益社団法人 あゆみの箱
- 1963年12月23日 - 「あゆみの箱」発足
- 1965年2月6日 - 第1回チャリティーショーを新宿厚生年金会館にて開催[13]
- 1966年3月13日 - 第2回チャリティーショーを日本武道館にて開催[13]
  - 12月23日 - 厚生省（現厚生労働省）より社団法人の認可が下りる[13]
- 1967年4月9日 - 第3回チャリティーショーを日本武道館にて開催[13]
- 1968年3月23日 - 第4回チャリティーショーを東京体育館にて開催[13]
- 1968年3月28日 - 第5回チャリティーショーを東京体育館にて開催[13]
- 1970年3月28日 - 第6回チャリティーショーを新宿厚生年金会館にて開催[13]
  - 7月26日 - ハワイ・ホノルルHICホールにて初に海外大会を挙行[13]
- 1971年3月30日 - 第7回東京大会を東京宝塚劇場にて開催[13]
- 1972年3月30日 - 第8回東京大会を東京宝塚劇場にて開催[13]
- 1973年3月30日 - 第9回東京大会を東京宝塚劇場にて開催[13]
- 1974年3月30日 - 第10回東京大会を東京宝塚劇場にて開催[13]
- 1975年3月30日 - 第11回東京大会を東京宝塚劇場にて開催[13]
- 1976年3月30日 - 第12回東京大会を帝国劇場にて開催[13]
- 1977年3月31日 - 第13回東京大会を帝国劇場にて開催[13]
- 1978年3月30日 - 第14回東京大会を帝国劇場にて開催[13]
- 1979年3月30日 - 第15回東京大会を帝国劇場にて開催[13]
  - 11月19日 - 東京都社会福祉大会（九段会館）にて表彰。コロムビア・トップ理事が出席[13]
- 1980年3月30日 - 第16回東京大会を日比谷公会堂にて開催[13]
- 1981年3月21日 - 第17回東京大会をNHKホールにて開催[13]
  - 5月26日 - 心身障害者福祉功労者厚生大臣表彰式（厚生省主催、久保記念講堂）で表彰。代表理事伴淳三郎が出席[13]
  - 12月9日 - 国際障害者年記念中央集会東京大会・団体の部で表彰。鈴木善幸首相（当時）から賞状を受ける[13]
- 1982年4月26日 - 第18回東京大会を国立劇場にて開催[13]
- 1983年5月3日 - 第19回東京大会を五反田簡易保険ホールにて開催[13]
- 1984年3月27日 - 第20回東京大会を日本橋三越劇場にて開催[13]
- 1985年4月15日 - 第21回東京大会を新橋ヤクルトホールにて開催[13]
- 1986年3月23日 - 第22回東京大会を五反田簡易保険ホールにて開催[13]
- 1988年5月18日 - 第23回東京大会を新橋ヤクルトホールにて開催[13]
- 1992年6月8日 - 創立30年記念大会（事実上の第24回東京大会）を東京八重洲富士屋ホテルで開催[13]
- 1993年10月9日 - 第25回東京大会を木村優希後援会の協力を得て、有楽町マリオンにて開催[13]
- 2000年10月9日 - 天地総子芸能生活40周年記念チャリティコンサート（共同通信社後援）を新橋ヤクルトホールにて開催[13]
- 2001年8月3日 - 4日 - 街頭募金キャンペーン「あゆみの箱原点に還る」を実施[13]
- 2011年12月21日 - 公益社団法人に認定[3]
- 2016年12月15日 - 運営上の都合により一時解散[9]。
- 2017年5月17日 - 団体登記終了[10]。

### 一般社団法人 あゆみの箱
- 2018年10月1日 - 旧あゆみの箱より意匠登録を譲り受けたタニザワフーズ（愛知県岡崎市）が、自社の外郭団体として活動を開始する。
- 2020年7月3日 - 旧あゆみの箱より意匠登録及び事業の一切をタニザワフーズが移管して「一般社団法人あゆみの箱」を設立。

## 組織
- 代表理事：谷澤憲良

### 過去
※ 以下は、「公益社団法人あゆみの箱」2017年の解散時のものである。
- 会長：久保明 - 中村メイコから引き継ぎ、第6代会長に就く[14][7]。
- 副会長：天地総子 - 本人のウェブサイトに「あゆみの箱」の活動を掲載[15]
- 専務理事：市川顯[14]
- 常務理事：田辺鶴遊[14]、和田美枝子[14]
- 理事
  - 黒柳徹子[14]、小野由紀子[14]
    - 過去、以下の人物が理事を務めている（いずれも故人）。 - 木田三千雄[16]、佐々十郎[16]、黒川彌太郎[16]、尾上梅幸[16]、大友柳太朗[16]、雷門助六[16]、尾上松緑[16]、山本紫朗[16]、曽我廼家明蝶[16]、志摩夕起夫[16]、高橋圭三[16]、坂本九[16]、高田浩吉[16]、坂東三津五郎[16]、水谷八重子[16]、和田喜太郎[16]、引田天功[16]、日吉ミミ[8]、三崎千恵子[8]
- 顧問：守田洋三[14]
- 名誉顧問：中村メイコ[14]
- 創設者：伴淳三郎[14]
- 永世名誉会長：森繁久彌[14]
- 永世名誉顧問：淡島千景[14]

この他、正会員41名（2013年3月現在）、賛助会員23名、募金箱会員7895名から構成。

## 活動
推薦型配分事業
前年度に集められた募金箱による寄付を、全国の障害児者や要介護高齢者とその施設、関連事業を行う法人や団体に、金員や物品として毎年12月に配分。年末配分・クリスマスプレゼントとも。2012年度は全国108ヶ所の福祉施設に、総額3414855円分の洗浄器や自走式車椅子を寄贈した。
公募型一般助成事業
公募や法人への配分の申し込みに対して、申し込まれた金員や物品を配分。2012年度は全国14団体から公募があり、総額958742円が配分された。なお、公募は「あゆみの箱」以外にも東京都社会福祉協議会が発行する「ボランティア・市民活動ガイドブック」でも行っていた。
車椅子清掃ボランティア助成事業
2009年より開始。障害児者、要介護高齢者施設などで使われる車椅子を清掃するボランティアに対し関連経費を負担することで、ボランティアが長期的かつ安定的に活動が出来る環境づくりを図る。ボランティアを新たに始める団体には、体験ボランティアや講習会を実施し、活動が円滑かつ長期的に行えるよう助言も行っていた。
災害物資支援事業
自然災害に被災した障害児者や要介護高齢者、関連施設に対し物資援助を行う。東日本大震災の被災者にも積極的に援助を展開した。
障害者スポーツ支援事業
障害者がスポーツを通して協調性や向上心を養うなどの趣旨に賛同し、障害者スポーツ事業を支援。2013年12月4日には一般社団法人精神障害者地域生活支援とうきょう会議が主催する、東京都精神障害者スポーツ交流祭・第30回バレーボール大会に、練習用のソフトバレーボール78個と大会賞品5点を寄付した。

### アマチュア無線家向け広報活動
設立50周年を迎えた2013年12月1日から翌年1月31日にかけて、日本アマチュア無線連盟（JARL）特別局「8N1AB」を運用。通常オペレーターに参加できるのはJARL会員のみだが、非JARL会員でもゲストオペレーターという形で「8N1AB」の運用が可能であった。

## 年会費・特典
旧あゆみの箱の会員は年会費が1万円、個人会員は年会費が3000円だった。会員になると、会員証の発行、バッジの贈呈、会報（年1回）、イベント案内の特典が付いた。

## 募金の方法

### 募金箱
これまで5度リニューアルが図られており、2007年に6代目となる。2代目以降現在まで使われているものは木製か強化ダンボールを使用している（5代目のみプラスチック製）。
旧あゆみの箱時代には、商店、飲食店、レストラン、銀行、信用金庫、ホテルなど、日本国内各地に約8000箱が設置された。過去24000箱を超える出庫を記録したことから、より多くの賛同者を募るべく広報活動も行なっていた（「もう一箱運動」）。募金箱をおいていた金融機関としては、青森銀行、岩手銀行、神奈川銀行、高知銀行、荘内銀行、七十七銀行、スルガ銀行、中京銀行、東京都民銀行、名古屋銀行、西日本シティ銀行、東日本銀行、山形銀行、北空知信用金庫、さがみ信用金庫、さわやか信用金庫、城北信用金庫、豊田信用金庫、西尾信用金庫の各支店と、あおぞら銀行新宿支店、西武信用金庫恵比寿支店などがあった。
新あゆみの箱の募金箱は、三河産の木材を利用して初代のデザインに近い温かみのある箱を作成。法人母体のタニザワフーズの各店舗に箱が置かれている。

### 振込
旧あゆみの箱時代には、提携金融機関の他、募金箱を設置している金融機関で寄付の振り込みが可能だった。

## 坂本九と「あゆみの箱」
歌手、映画俳優、司会者の坂本九は、生前この「あゆみの箱」運動に熱心に取り組んだ。
上述の通り、創設間もない頃から街頭募金活動やチャリティショーに参加、その後は手話の普及や「ふれあい広場・サンデー九」（札幌テレビ、1976年 - 1985年）の司会を務めるなど、一連の福祉関連の慈善事業に関わるようになった。また、1965年に自身が発表したシングル盤レコード『ともだち』は、あゆみの箱のテーマソングとして世に出たものでもある。
坂本九の熱心なチャリティ活動は世間の評価を受け、坂本自身も伴や森繁の後継者とも目されていた。周囲も「次の世代は、九ちゃんがあゆみの箱を背負ってやるんだ」と納得していたという。しかし、1985年8月12日に発生した日本航空123便墜落事故により43歳で死去。
妻の柏木由紀子や娘の大島花子は坂本の遺志を受け継ぎ、理事の黒柳を通じ「あゆみの箱」事務局を訪問、障害者支援団体の立ち上げを計画していた。

## 関連書籍
- 野田洋典『あゆみの箱―芸能人が始めたボランティア』（KTC中央出版、2002年9月）ISBN 978-4877582395